# La Merced (yerba mate)
La Merced – argentyńska marka yerba mate. Pochodzi z regionu Corrientes. Zalecane zalewanie wodą o temperaturze 75 °C.

## Rodzaje
- Barbacua (poddana specjalnemu procesowi wędzenia, czemu zawdzięcza dymny smak, leżakowana od 12 do 15 miesięcy);
- De Monte (zbierana z górskich plantacji, leżakowana 12 miesięcy).
- De Campo (zbierana z nizinnych plantacji, leżakowana 12 miesięcy);
- Campo&Monte (mieszanka dwóch powyższych)